# Eschweilera antioquensis
Eschweilera antioquensis là một loài thực vật có hoa trong họ Lecythidaceae. Loài này được Dugand & H.Daniel mô tả khoa học đầu tiên năm 1938.